# Mancypacja
Mancypacja (łac. mancipatio, od manus – ręka, capere – chwytać, czyli "obrzęd uchwycenia ręką") – w prawie rzymskim uroczysta czynność prawna z grupy czynności dokonywanych przy użyciu spiżu i wagi (per aes et libram). Istniała już przed kodyfikacją prawa rzymskiego w Ustawie dwunastu tablic. Pierwotnie, w prawie rzymskim okresu archaicznego i przedklasycznego, była ściśle sformalizowaną transakcją kupna-sprzedaży (emptio-venditio), umożliwiającą pochodne nabycie własności kwirytarnej (dominium ex iure Quiritium – "własności z prawa Kwirytów", tj. własności przysługującej tylko obywatelom rzymskim) oraz ustanowienie służebności gruntowej wiejskiej. W prawie okresu klasycznego stała się abstrakcyjnym sposobem nabycia własności kwirytarnej na res mancipi, a także stwierdzenia przejścia władzy nad osobą z jednej osoby na drugą. Stosowano ją w celu osiągania różnych skutków prawnych (np. emancypacja, coemptio, adopcja, testament i inne). Zanikająca w okresie poklasycznym definitywnie zniknęła w Kodyfikacji Justyniana, który zniósł podział rzeczy na res mancipi i res nec mancipi.

## Przebieg mancypacji
Mancypacji dokonywano w obecności pięciu świadków będących pełnoprawnymi obywatelami rzymskimi oraz trzymającego wagę (libripens), który odważał kruszec (przeważnie miedź) będący – do czasu pojawienia się pieniądza bitego – środkiem płatniczym. Nabywca stwierdzał przy tym, że dana rzecz jest jego własnością "z mocy prawa Kwirytów" (ex iure Quiritium) oraz chwytał rzecz ręką (manu capere). Przebieg mancypacji opisał Gaius w swoim podręczniku prawa rzymskiego Institutiones (Instytucje):

Jest zaś mancypacja, jak już wyżej powiedzieliśmy, niejako pozorną sprzedażą, co też jest prawem właściwym obywatelom rzymskim. A odbywa się ona w ten sposób: przybrawszy przynajmniej pięciu świadków, obywateli rzymskich w wieku dojrzałym, a nadto innego człowieka, zwanego "libripens", spełniającego te same wymogi, by trzymał spiżową wagę, ten, który nabywa w drodze mancypacji, trzymając miedzianą monetę, tak mówi: "Twierdzę, że ten niewolnik jest według prawa Kwirytów mój i niech go kupię za pośrednictwem tej miedzianej monety i spiżowej wagi". Następnie uderza w wagę miedzianą monetą, którą daje jak gdyby zamiast ceny temu, od kogo nabywa w drodze mancypacji.

Wraz z pojawieniem się monet oraz kolejnymi podbojami i rozwojem wymiany handlowej z prowincjami, wymiana towaru za pieniądz odbywała się poza aktem mancypacyjnym. Jeżeli jednak przedmiotem transakcji były res mancipi, wówczas nabywca nie uzyskiwał na nich własności kwirytarnej, a jedynie posiadanie. Celem nabycia własności kwirytarnej, nabywca przeprowadzał symboliczną mancypację z użyciem jednej monety, co było pozornym kupnem (imaginaria venditio). Nabywca kładł na szalkę wagi monetę (tzw. mancipatio sestertio nummo uno – przy użyciu jednego sesterca). W ten sposób – w prawie rzymskim okresu klasycznego – mancypacja stała się czynnością abstrakcyjną, gdyż jeżeli tylko jej stronami byli obywatele rzymscy oraz dochowano ściśle opisanej formalistyki obrzędowej i słownej, własność na res mancipi przechodziła na nabywcę bez względu na to, z jakiej przyczyny prawnej (causa) nabycie to nastąpiło.
Za wady prawne rzeczy sprzedanej mancypacyjnie sprzedawca odpowiadał z actio auctoritatis.

## Znaczenie mancypacji
Mancypacja należała do kategorii czynności prawnych zwanych actus legitimi, których obwarowanie warunkiem (condicio) lub terminem (dies) powodowało nieważność.
Wobec znikomej liczby form czynności prawnych w dawnym prawie rzymskim, mancypacja – w postaci kupna za jednego sesterca – miała szerokie zastosowanie w celu osiągania różnych skutków prawnych i gospodarczych. Służyła m.in.:
- do przenoszenia własności rzeczy należących do kategorii res mancipi[4][5],
- do ustanawiania służebności gruntowych wiejskich,
- do przekazania darowizny (mancipatio donationis causa),
- dawaniu posagu (mancipatio dotis causa),
- dawaniu rzeczy w zastaw, przechowanie lub użyczenie – jeśli w wypowiadanej formułce zamieszczono zastrzeżenie, że przeniesienie własności jest tylko "powiernicze" – mancipatio fiduciae causa[6],
- do oddawania członków rodziny – synów (filii familias) lub córek (filiae familias) – podległych władzy ojcowskiej (patria potestas) w mancipium,
- do ustanawiania władzy męża (manus) nad żoną w drodze coemptio,
- do sporządzania testamentu mancypacyjnego[7] – czego zalążkiem była mancipatio familiae.

Ponadto mancypacja wchodziła w skład innych złożonych czynności formalnych, takich jak:
- emancypacja – powodująca wygaśnięcie władzy ojcowskiej (patria potestas) oraz
- adopcja – powodująca przeniesienie władzy ojcowskiej.

Mancypacja w prawie rzymskim odpowiadała swoją rangą aktowi notarialnemu w polskim prawie cywilnym.